# 大和田銀行

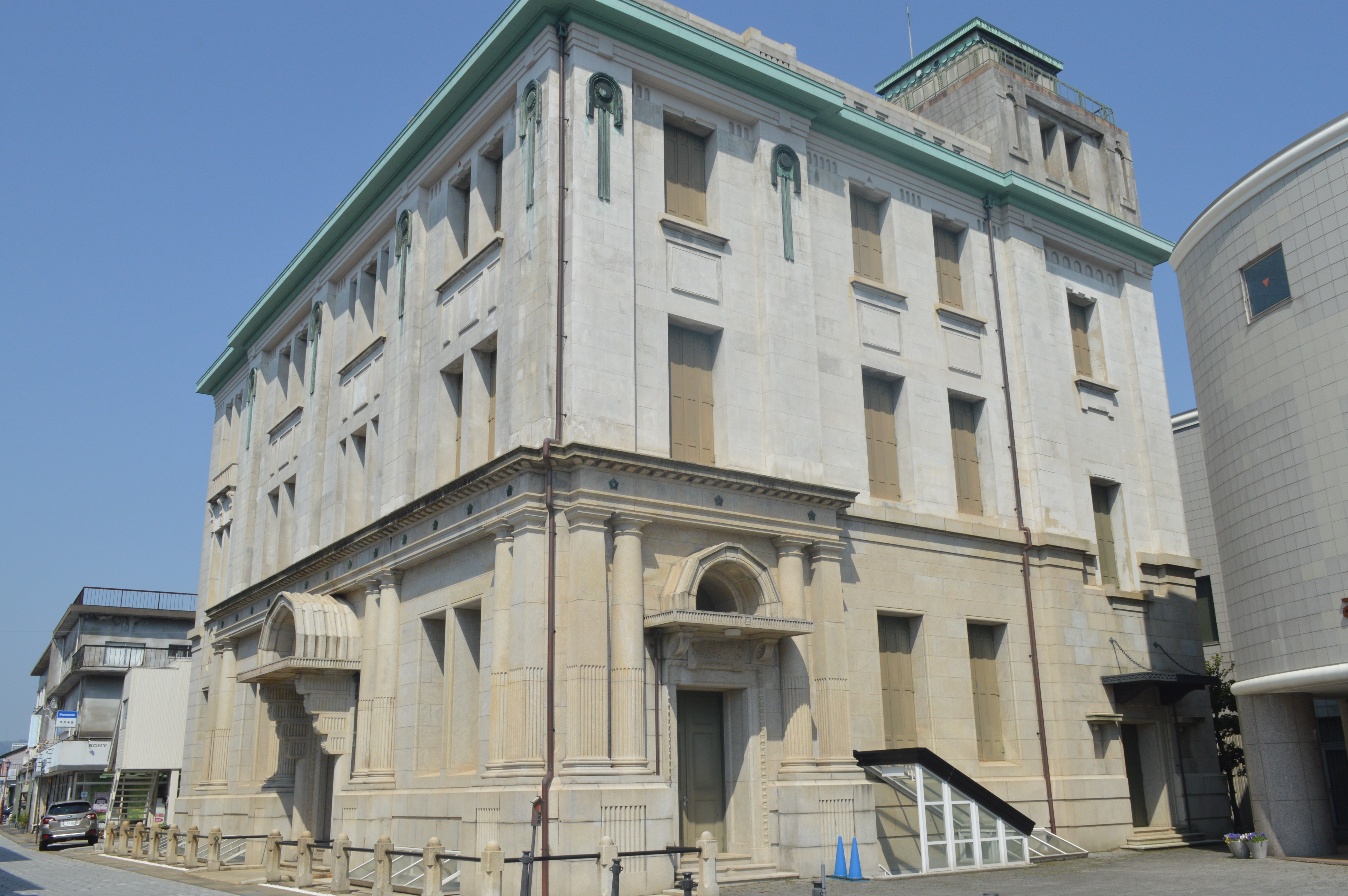
旧大和田銀行本店（現敦賀市立博物館）

大和田銀行（おおわだぎんこう）は、明治期に福井県敦賀郡敦賀町（現・福井県敦賀市）で設立された銀行。

## 歴史

### 概要
1892年（明治25年）11月1日に、敦賀の大商人であった大和田荘七によって設立し、1896年（明治29年）10月に大阪支店、1897年（明治30年）2月には武生支店、同年夏に福井支店を開設するなど早くから店舗網を拡大した。その後、1918年（大正7年）6月23日に株式会社組織に改組した。
福井県内において福井銀行と並ぶ有力銀行として大阪市内にも支店を有し、大正7年には大阪のコール市場にも進出した。その後、大和田氏関係の銀行や嶺南地方の銀行を合併しながら拡大するも、福井県全域で幅広く合併を繰り返した福井銀行との格差は拡大した。
戦時下における一県一行政策に基づき、大蔵省、福井県は、大和田銀行と福井銀行の新立合併を勧奨するも、福井銀行が吸収合併を譲らなかった。なお、大和田銀行は1945年（昭和20年）10月1日に三和銀行に吸収合併される道を選び、歴史の幕を閉じた。
合併直後に敦賀市を除く福井県及び石川県内の旧大和田銀行店舗は、福井銀行に営業譲渡された。本店はしばらくの間、三和銀行敦賀支店として存続したが、その後同店は廃止となり、結局福井銀行へ営業譲渡されることとなった。一方大阪市内にあった2店舗については、近隣店への統廃合を経て、現在は三菱UFJ銀行として営業している。

### 備考
- 俳優大和田伸也、大和田獏兄弟の父、大和田勝はかつて大和田銀行に勤務していた[4]。

### 年表
- 1892年（明治25年）11月1日 - 福井県敦賀町で個人経営の形式で設立[1][2]（三和銀行史では明治27年7月設立）
- 1918年（大正7年）6月23日 - 株式会社に改組[1]
- 1920年（大正9年）9月 - 大和田貯金銀行を合併[1]
- 1936年（昭和11年）3月10日 - 敦賀二十五銀行を合併[2]
- 1941年（昭和16年）3月10日 - 三方銀行を合併[1]
- 1943年（昭和18年）12月1日 - 大和田貯蓄銀行を合併[2]
- 1945年（昭和20年）10月1日 - 三和銀行に合併[1][2]

## 本店跡
- 初代本店 - 敦賀市蓬萊町、1892年（明治25年）竣工。現在みなとつるが山車会館別館として利用されており、大和田銀行の資料や山車関係の展示が行われている。
- 二代本店 - 敦賀市相生町、1927年（昭和2年）竣工。本店建物は、京都の西陣会館、長崎の香港上海銀行とともに、昭和初期を代表する建築物の一つ。現在は敦賀市立博物館として活用されている。1993年に敦賀市指定文化財に指定、次いで2010年に福井県指定文化財になり、2012-2015年の復元的修復工事を経て[5]、2017年に国の重要文化財に指定された[6][7]。

## 役員

### 『日本全国諸会社役員録 明治31年』
- 行主・大和田荘七[8]
- 支配人・西八條長秋[8]

### 『日本全国諸会社役員録 明治36年』
- 行主・大和田荘七[9]
- 総支配役兼本店長・鈴木重隆[9]
- 監事・服部一男[9]

### 『日本全国諸会社役員録 明治42年』
- 行主・大和田荘七[10]
- 理事兼営業部長・大和田正吉[10]
- 理事兼調査部長・大和田久兵衛[10]

### 『銀行会社要録 附・役員録 第27版』
- 社長・大和田荘七[11]
- 専務取締役・大和田正吉[11]
- 取締役・大和田久兵衛、黒田與八、土谷慶次郎[11]
- 監査役・西野市兵衛、大和田金之助[11]

### 『日本全国諸会社役員録 第43回』
- 社長・大和田荘七[12]
- 専務取締役・大和田正吉[12]
- 取締役・黒田與八、土谷慶治郎、大和田勇[12]
- 監査役・西野市兵衛[12]

### 『日本全国諸会社役員録 第47回』
- 社長・大和田荘七[13]
- 専務取締役・大和田正吉[13]
- 取締役・大和田勇、土谷慶治郎、喜多村謙吉、那須吉兵衛[13]
- 監査役・木原大蔵、金岩修次郎、大和田保太郎[13]

## 大株主氏名及持株数

### 『銀行会社要録 附・役員録 第27版』
- 大和田荘七 45500[11]
- 大和田正吉 20000[11]
- 大和田信吉 3000[11]
- 大和田金之助 1525[11]
- 大和田球子 1000[11]
- 大和田立吉 1000[11]

### 『銀行会社要録 附・役員録 第30版』
- 大和田荘七 44000[14]
- 大和田正吉 20000[14]
- 大和田信吉 3000[14]
- 大和田金之助 1525[14]
- 大和田勇 1500[14]

### 『日本全国諸会社役員録 第47回』
- 大和田荘七 44554[13]
- 大和田正吉 21810[13]
- 大和田信吉 2000[13]
- 西野昌一 1899[13]
- 大和田博 1708[13]
- 大和田勇 1500[13]